# Sunčeva konstanta
Sunčeva konstanta ili solarna konstanta je količina energije dozračene od Sunca na gornjoj granici Zemljine atmosfere u jedinici vremena okomito na jediničnu površinu, pri srednjoj udaljenosti Zemlje od Sunca (AJ). Iznosi 1367,7 W/m² ± 6 W/m². Od početka pouzdanih mjerenja Sunčeve konstante umjetnim satelitima 1978. utvrđeno je da se njezina vrijednost mijenja nekoliko desetinki postotka, obično ovisno o prolazu Sunčevih pjega preko Sunčeva diska.
Sunčeva konstanta je mjera dakle gustoće svjetlosnog toka, dolazećeg Sunčevog elektromagnetskog zračenja, po jedinici površine, okomito na ulazne zrake, na udaljenosti od Sunca do Zemlje (1 astronomska jedinica). Sunčeva konstanta uključuje sve vrste elektromagnetskog zračenja, ne samo vidljivu svjetlost. Prosječna vrijednost je 1,368 kW/m2 (mjereno sa satelita), i neznatno se mijenja sa Sunčevim ciklusima.
Stvarna vrijednost Sunčeve konstante, na vrhu atmosfere (termopauza), mijenja se u toku godine 6,9 %, u početku siječnja iznosi 1,412 kW/m2, dok u početku lipnja je 1,321 kW/m2, jer se mijenja udaljenost Zemlje od Sunca. Tako, za cijelu Zemlju, koja ima presjek od 127 400 000 km2, ukupna primljena snaga sa Sunca iznosi 1,74 ∙ 1017 W ± 3,5 %. Sunčeva konstanta se u toku Sunčevog ciklusa neznatno mijenja za 0,1 %. 
1838. Claude Pouillet je prvi procijenio Sunčevu konstantu, koristeći vrlo jednostavan pirheliometar, te je dobio vrijednost od 1,228 kW/m2, dosta blisko današnjim vrijednostima. Točnija mjerenja je izvršio Charles Greeley Abbot, između 1902. i 1957., te je dobio vrijednost između 1,322 i 1,465 kW/m2.
Kutni promjer Zemlje, kako bi se vidjela sa Sunca, je oko 1/11 700 radijana (oko 18 kutnih sekundi). Na osnovu toga i Sunčeve konstante, može se izračunati da ukupno zračenje Sunca iznosi 3,8 ∙ 1026 W.  

## Promjenjivost
Međuvladin panel o klimatskim promjenama je utvrdio da mjerenja veličine Sunčevog zračenja su puno manja od utjecaja stakleničkih plinova na globalno zatopljenje. To znači da naučnici smatraju da promjene u Sunčevom zračenju ne utječu značajno na klimatske promjene.